# Непин (остров)
Непин (англ. Nepean Island) — маленький необитаемый остров на юге Тихого океана, расположен в 1 км от южного берега острова Норфолк. Административно остров является частью австралийской внешней территории Остров Норфолк. Вместе с островом Филлип и небольшой частью Норфолка является частью национального парка острова Норфолк.

## География
Остров сложен из известковой породы, датирующейся поздним плейстоценом. Является местом гнездования нескольких видов морских птиц.

## История
Назван в 1788 году лейтенантом Филиппом Гидли Кингом в честь британского политика, Эвана Непина.